# Huttwil
Huttwil (Bernduits: Huttu) is een gemeente in het district Oberaargau van het Zwitserse Kanton Bern. Huttwil telt ca. 4900 inwoners (2019).
Aarwangen · 
Attiswil · 
Auswil · 
Bannwil · 
Berken · 
Bettenhausen · 
Bleienbach · 
Busswil bei Melchnau · 
Eriswil · 
Farnern · 
Gondiswil · 
Graben · 
Heimenhausen · 
Hermiswil · 
Herzogenbuchsee · 
Huttwil · 
Inkwil · 
Langenthal · 
Lotzwil · 
Madiswil · 
Melchnau · 
Niederbipp · 
Niederönz · 
Oberbipp · 
Ochlenberg · 
Oeschenbach · 
Reisiswil · 
Roggwil · 
Rohrbach · 
Rohrbachgraben · 
Rumisberg · 
Rütschelen · 
Schwarzhäusern · 
Seeberg · 
Thörigen · 
Thunstetten · 
Ursenbach · 
Walliswil bei Niederbipp · 
Walliswil bei Wangen · 
Walterswil · 
Wangen an der Aare · 
Wangenried · 
Wiedlisbach · 
Wolfisberg · 
Wynau · 
Wyssachen ·
- Gemeinsame Normdatei: 4240024-7
- Historisch woordenboek van Zwitserland: 000550
- MusicBrainz: d59efd90-797b-46ba-9a25-52beea6690e9
- Virtual International Authority File: 235999520
- WorldCat: E39PBJf8qK4CHW9jjffB8GXWXd